# Pallavolo ai XV Giochi asiatici - Torneo femminile
Il XII campionato di pallavolo femminile ai Giochi asiatici si è svolto dal 30 novembre all'11 dicembre 2006 a Doha, in Qatar, durante i XV Giochi asiatici. Al torneo hanno partecipato 9 squadre nazionali asiatiche e la vittoria finale è andata par la sesta volta, la terza consecutiva, alla Cina.

## Squadre partecipanti
| - Cina - Corea del Sud - Giappone - Kazakistan - Mongolia - Tagikistan - Taipei cinese - Thailandia - Vietnam |

## Gironi
| Girone A                                 | Girone B                                           |
| ---------------------------------------- | -------------------------------------------------- |
| Cina Corea del Sud Taipei cinese Vietnam | Giappone Kazakistan Mongolia Tagikistan Thailandia |

## Fase finale

### Finali 1º e 3º posto
|  | Quarti        | Quarti        |          |            | Semifinale    | Semifinale |  |  | Finale | Finale |
|  |               |               |          |            |               |            |  |  |        |        |
|  |               |               |          |            |               |            |  |  |        |        |
|  |               |               |          |            |               |            |  |  |        |        |
|  | Cina          | 3             |          |            |               |            |  |  |        |        |
|  | Cina          | 3             |          |            |               |            |  |  |        |        |
|  | Mongolia      | 0             |          |            |               |            |  |  |        |        |
|  | Mongolia      | 0             | Cina     | 3          |               |            |  |  |        |        |
|  |               |               | Cina     | 3          |               |            |  |  |        |        |
|  |               | Taipei cinese | 0        |            |               |            |  |  |        |        |
|  | Taipei cinese | Taipei cinese | 0        | 3          |               |            |  |  |        |        |
|  | Taipei cinese |               |          | 3          |               |            |  |  |        |        |
|  | Kazakistan    | 2             |          |            |               |            |  |  |        |        |
|  | Kazakistan    | 2             | Cina     | 3          |               |            |  |  |        |        |
|  |               |               | Cina     | 3          |               |            |  |  |        |        |
|  |               | Giappone      | 1        |            |               |            |  |  |        |        |
|  | Giappone      | Giappone      | 1        | 3          |               |            |  |  |        |        |
|  | Giappone      |               |          | 3          |               |            |  |  |        |        |
|  | Vietnam       | 0             |          |            |               |            |  |  |        |        |
|  | Vietnam       | 0             | Giappone | 3          | 3º posto      | 3º posto   |  |  |        |        |
|  |               |               | Giappone | 3          | 3º posto      | 3º posto   |  |  |        |        |
|  |               | Thailandia    | 0        |            |               |            |  |  |        |        |
|  | Thailandia    | Thailandia    | 0        | 3          | Taipei cinese | 3          |  |  |        |        |
|  | Thailandia    |               |          | 3          | Taipei cinese | 3          |  |  |        |        |
|  | Corea del Sud | 1             |          | Thailandia | 0             |            |  |  |        |        |
|  | Corea del Sud | 1             |          |            | 0             |            |  |  |        |        |
|  |               |               |          |            |               |            |  |  |        |        |
|  |               |               |          |            |               |            |  |  |        |        |

### Finali 5º e 7º posto
|  | Semifinali    | Semifinali    | Semifinali |            |               | Finale 5º/6º posto | Finale 5º/6º posto | Finale 5º/6º posto |  |
|  |               |               |            |            |               |                    |                    |                    |  |
|  | Kazakistan    | Kazakistan    | 3          |            |               |                    |                    |                    |  |
|  | Kazakistan    | Kazakistan    | 3          |            |               |                    |                    |                    |  |
|  | Mongolia      | Mongolia      | 0          |            |               |                    |                    |                    |  |
|  | Mongolia      | Mongolia      | 0          |            | Corea del Sud | Corea del Sud      | 3                  |                    |  |
|  |               |               |            |            | Corea del Sud | Corea del Sud      | 3                  |                    |  |
|  |               |               | Kazakistan | Kazakistan | 0             |                    |                    |                    |  |
|  | Corea del Sud | Corea del Sud | Kazakistan | Kazakistan | 0             | 3                  |                    |                    |  |
|  | Corea del Sud | Corea del Sud |            |            |               | 3                  |                    |                    |  |
|  | Vietnam       | Vietnam       | 0          |            |               | Finale 7º/8º posto | Finale 7º/8º posto | Finale 7º/8º posto |  |
|  | Vietnam       | Vietnam       | 0          |            |               |                    |                    |                    |  |
|  |               |               |            |            |               |                    |                    |                    |  |
|  |               |               |            |            |               | Vietnam            | Vietnam            | 3                  |  |
|  |               |               |            |            |               | Vietnam            | Vietnam            | 3                  |  |
|  |               |               |            |            |               | Mongolia           | Mongolia           | 0                  |  |

## Classifica finale
| Classifica | Squadre       |
| ---------- | ------------- |
|            | Cina          |
|            | Giappone      |
|            | Taipei cinese |
| 4          | Thailandia    |
| 5          | Corea del Sud |
| 6          | Kazakistan    |
| 7          | Vietnam       |
| 8          | Mongolia      |
| 9          | Tagikistan    |